# 1046 (numero)
Millequarantasei (1046) è il numero naturale dopo il 1045 e prima del 1047.

## Proprietà matematiche
- È un numero pari.
- È un numero composto da 4 divisori: 1, 2, 523, 1046. Poiché la somma dei suoi divisori (escluso il numero stesso) è 526 < 1046, è un numero difettivo.
- È un numero semiprimo.
- È un numero omirpimes.
- È un numero palindromo e un numero ondulante nel sistema posizionale a base 13 (626).
- È un numero congruente.
- È un numero intoccabile.
- È un numero malvagio.
- È un numero intero privo di quadrati.
- È parte della terna pitagorica (1046, 273528, 273530).

## Astronomia
- 1046 Edwin è un asteroide della fascia principale del sistema solare.
- NGC 1046 è una galassia nella costellazione della Balena.

## Astronautica
- Cosmos 1046 è un satellite artificiale russo.